# Spoorlijn Čadca – Makov
De spoorlijn Čadca-Makov (spoorlijn nummer 128) is een lokale niet-geëlektrificeerde enkelsporige lijn in Slowakije. Ze is dicht bij de noordelijke grens gelegen (nummer 6 op de landkaart) en loopt door het district Čadca (regio Žilina) over een afstand van ruim 26 kilometer in westelijke richting. Ze verbindt de dichtbevolkte Kysuca-vallei (nabij het station van Čadca) via de stad Turzovka met het eindpunt in Makov.
De lijn werd aangelegd met normaalspoor en de maximum toegelaten snelheid bedraagt 50 km/uur.

## Geschiedenis

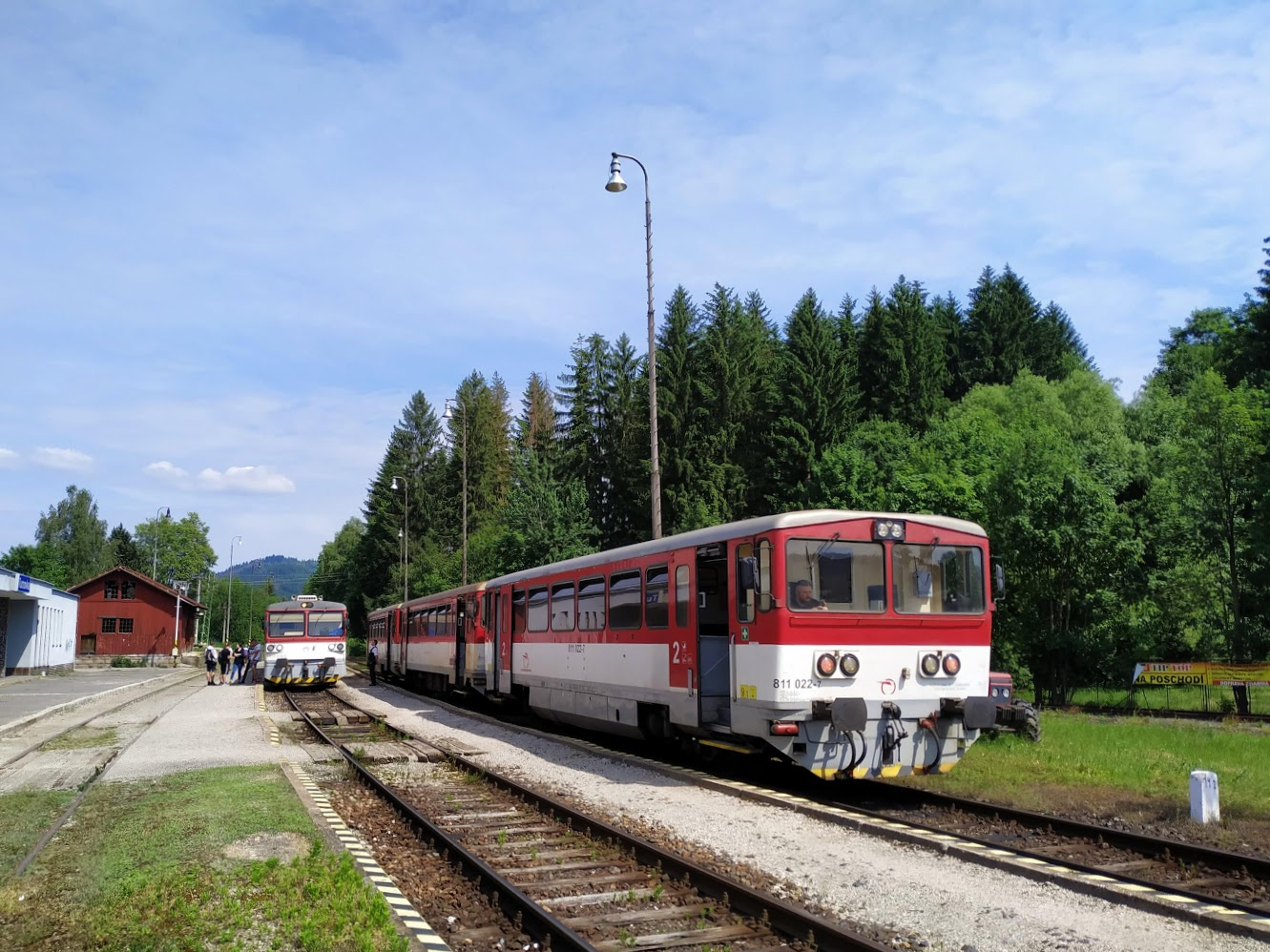
Motorstellen kruisen elkaar in het kruisingsstation Turzovka

De eerste initiatieven om de spoorlijn aan te leggen dateren uit 1912, toen de voormalige Kaschau-Oderberger Bahn (KsOd) een vergunning aanvroeg bij het Hongaarse Ministerie van Handel. Ook de lokale houthandelaren hadden er belang bij om hout sneller en goedkoper te vervoeren. De concessie werd verleend op 8 april 1913 en kort nadien begon de bouw. De lijn werd in dienst gesteld op 9 juli 1914 en de aanleg kostte 3.658.000 kronen.
Na de Eerste Wereldoorlog had men de bedoeling om de lijn aan te sluiten op de lokale spoorlijn van Vsetín (Tsjechië) naar Velké Karlovice teneinde de mobiliteit binnen de nieuw samengestelde staat Tsjecho-Slowakije te bevorderen.
Als gevolg van de Fluwelen Revolutie waarbij Slowakije en Tjechië in 1993 scheidden, werd de lijn op 1 januari 1993 overgeheveld naar de nieuw opgerichte spoorwegoperator : Železnice Slovenskej republiky (ŽSR).

## Treindienst
Anno 2023 rijden er verscheidene lokale treinen (Os = Omnibus = stoptrein) tussen de stations Čadca, Turzovka en Makov.
Op werkdagen bedraagt het interval tussen de reizigerstreinen één uur (behalve tijdens de voormiddag). Tijdens het weekend rijden de treinen met een interval van twee uren.
De reistijd tussen de twee eindstations is ongeveer 45 à 50 minuten. Er rijden eveneens goederentreinen.
Vermits de lijn enkelsporig is, wordt er gebruik gemaakt van een uitwijkspoor in het kruisingsstation: Turzovka.

## Stations en stopplaatsen
Aan de lijn liggen de volgende station (s) en haltes:
- Čadca (s)
  - vertakking naar:

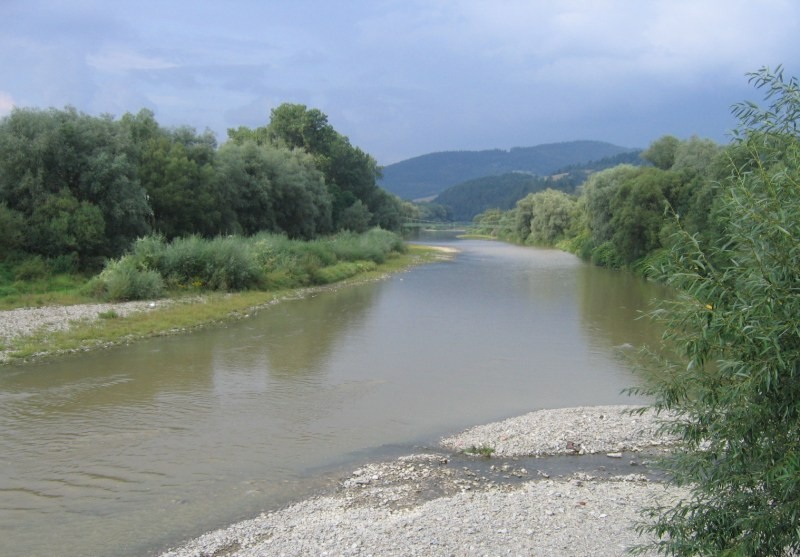
De spoorlijn kruist meermaals de rivier Kysuca

    - spoorlijn 127: Žilina – Mosty u Jablunkova (Tsjechië)
    - spoorlijn 129: Čadca – Zwardoń (Polen)

  - brug over de rivier Čierňanka[3]
  - brug over de rivier Kysuca[1]
- Čadca zastávka
- Raková-Zemanov
- Raková
  - brug over de rivier Kysuca[1]
- Staškov (s)
- Staškov zastávka
  - brug over de rivier Kysuca[1]
- Podvysoká zastávka
- Turzovka (s) (kruisingsstation, zetel van de verkeersleiding)
- Turzovka zastávka
- Vysoká nad Kysucou (s)
- Nižný Kelčov (een wijk in Vysoká nad Kysucou)
- Makov (s)